# Habitatge al carrer Major, 5 (l'Hospitalet de Llobregat)
L'habitatge al carrer Major, número 5, de l'Hospitalet de Llobregat (Barcelonès), és un edifici del segle xix protegit com a bé cultural d'interès local.

## Descripció
Es tracta d'un edifici d'habitatges de planta baixa i dos pisos entre mitgeres. El mur és encoixinat. Totes les obertures, llevat dues de la planta baixa, tenen pilastres a manera d'emmarcament. A la porta d'accés a l'edifici hi ha un petit relleu amb ornamentació vegetal i les inicials FC de Francisco Company que fou qui encarregà l'obra. A les finestres balconeres les pilastres són llises culminades per petits capitells corintis, les llindes decorades amb relleus i a cada extrem una flor.
A la part inferior dels balcons i la cornisa hi ha cartel·les amb volutes. Són també força característiques les baranes dels balcons de ferro forjat, molt treballades. A la planta baixa hi ha un mosaic amb una escena del Calvari.